# Saint-Quirin
Saint-Quirin est une commune française située dans le département de la Moselle, en Lorraine, dans la région administrative Grand Est.
Le village de Saint-Quirin, dont le nom dérive du nom latin Quirinus, appartenant à un tribun et saint martyr romain du IIe siècle, Quirin de Neuss, est cité pour la première fois dans un document en 966, bien que le site ait été occupé bien antérieurement, des vestiges gallo-romains (nécropole et divers objets) ayant en effet été mis au jour sur le territoire de la commune. Le village, qui fut pendant longtemps un important centre de pèlerinage, s’est développé autour d’un prieuré qu’y possédait l’abbaye de Marmoutier, lequel prieuré fut détruit lors de la guerre de Trente Ans, mais en partie reconstruit au XVIIIe siècle.
Ancien lieu de pèlerinage, le village est certifié par « Les Plus Beaux Villages de France ».

## Géographie
Cette commune se trouve dans la région historique de Lorraine et fait partie du pays de Sarrebourg.

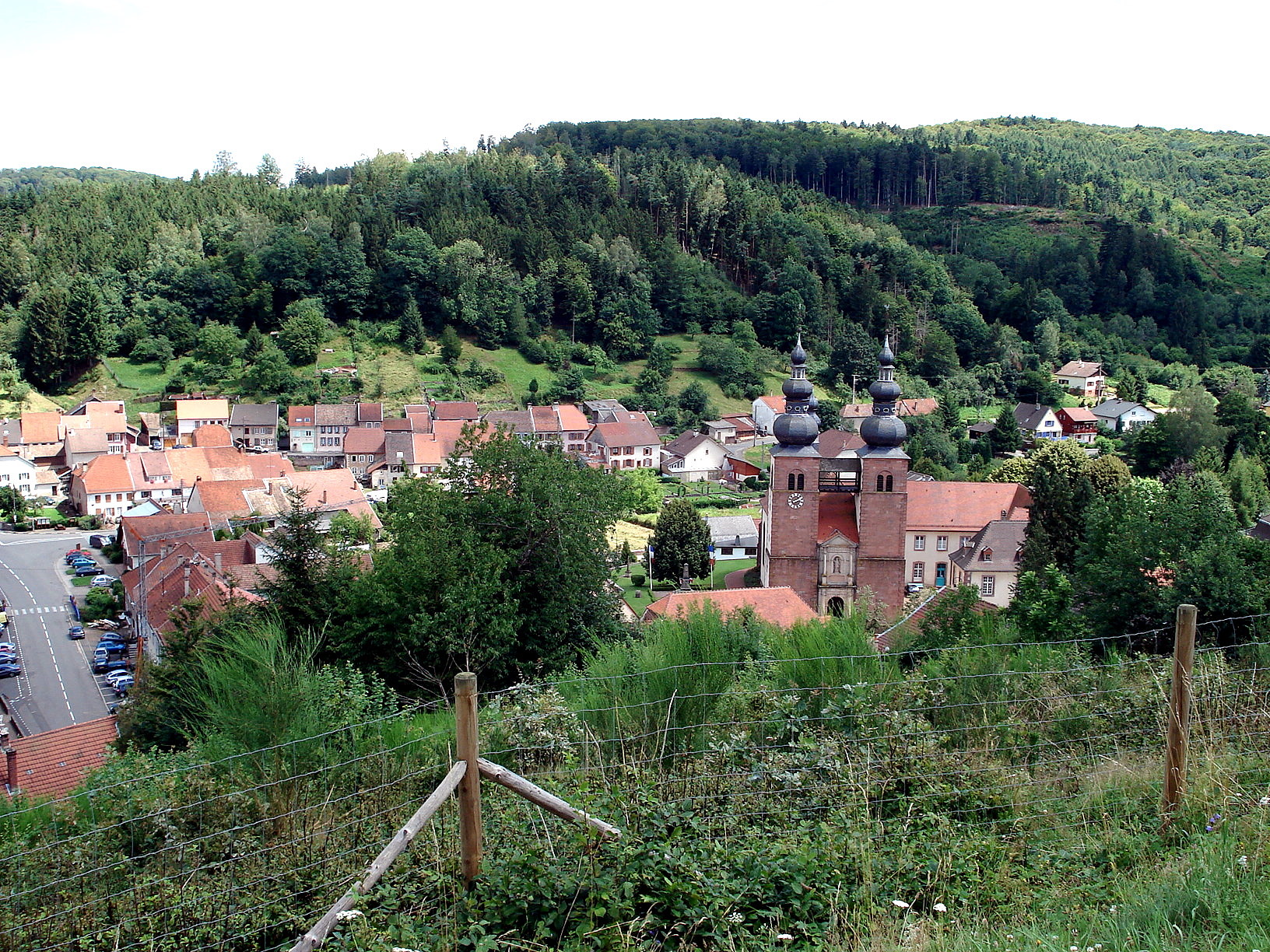
Vue générale sur le village.

### Communes limitrophes
| Métairies-Saint-Quirin | Vasperviller     |                      |
| Turquestein-Blancrupt  | Saint-Quirin     | Abreschviller        |
|                        | Wisches Bas-Rhin | Lutzelhouse Bas-Rhin |

### Hydrographie
La commune est située dans le bassin versant du Rhin au sein du bassin Rhin-Meuse. Elle est drainée par la Sarre, la Sarre Rouge, le ruisseau de Saint-Quirin, le ruisseau Basse du Haut, le ruisseau Basse du Loup, le ruisseau Basse Langschiess, le ruisseau d'Abreschviller, le ruisseau de l'Engenthal et le ruisseau la Vieille Sarre.
La Sarre, d'une longueur totale de 129,2 km, est un affluent de la Moselle et donc un sous-affluent du Rhin, qui coule en Lorraine, en Alsace bossue et dans les Länder allemands de la Sarre (Saarland) et de Rhénanie-Palatinat (Rheinland-Pfalz).
La Sarre rouge, d'une longueur totale de 26,8 km, prend sa source dans la commune  et se jette  dans la Sarre en limite de Hermelange et de Lorquin, après avoir traversé sept communes.
Le ruisseau de Saint-Quirin, d'une longueur totale de 12,1 km, prend sa source dans la commune  et se jette  dans la Sarre rouge à Vasperviller, après avoir traversé trois communes.

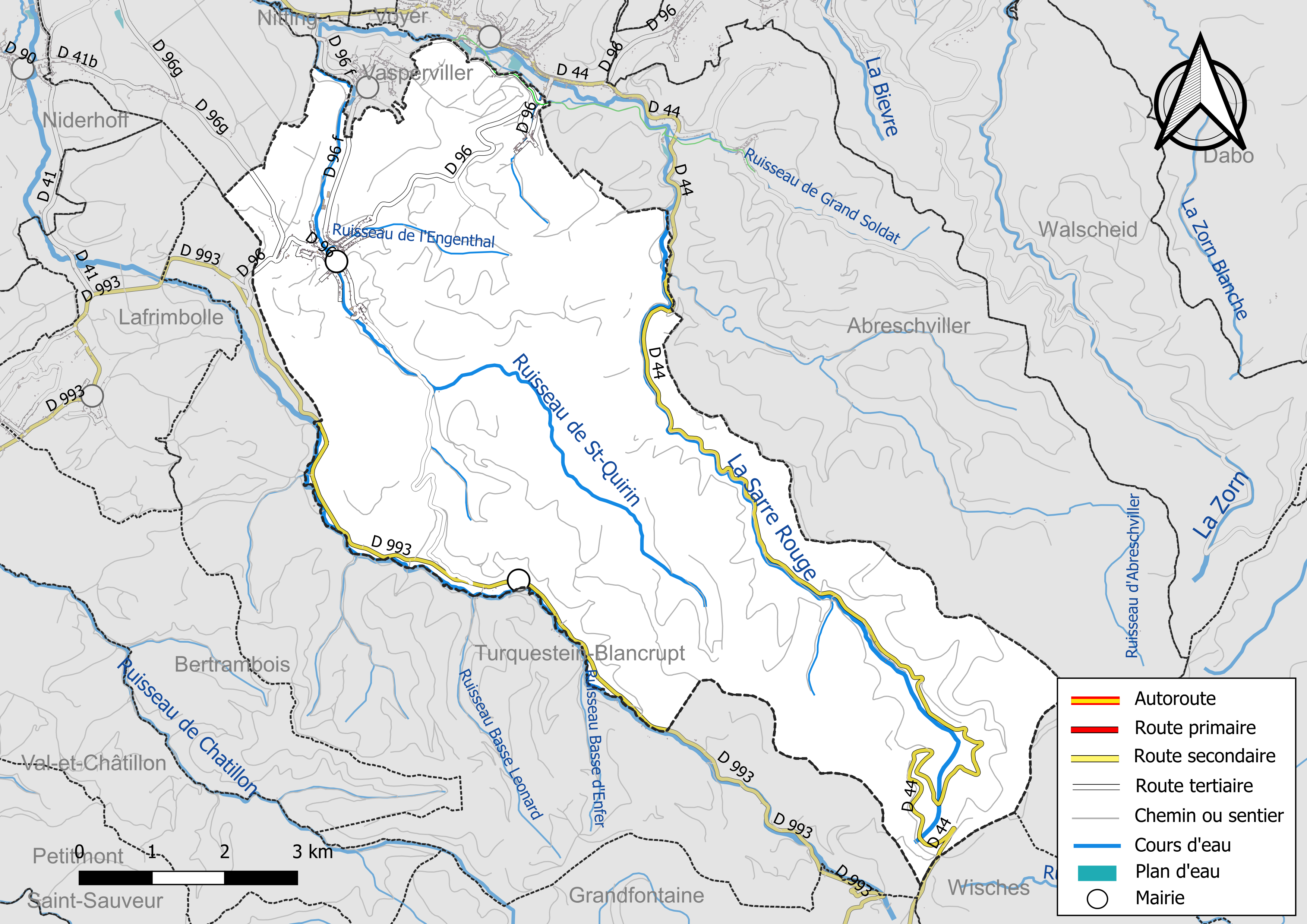
Réseaux hydrographique et routier de Saint-Quirin.

La qualité des eaux des principaux cours d’eau de la commune, notamment de la Sarre, de la Sarre Rouge et du ruisseau de Saint-Quirin, peut être consultée sur un site dédié géré par les agences de l’eau et l’Agence française pour la biodiversité.

### Climat
Pour des articles plus généraux, voir Climat du Grand Est et Climat de la Moselle.
En 2010, le climat de la commune est de type climat de montagne, selon une étude du Centre national de la recherche scientifique s'appuyant sur une série de données couvrant la période 1971-2000. En 2020, Météo-France publie une typologie des climats de la France métropolitaine dans laquelle la commune est exposée à un climat semi-continental et est dans la région climatique  Vosges, caractérisée par une pluviométrie très élevée (1 500 à 2 000 mm/an) en toutes saisons et un hiver rude (moins de 1 °C). 
Pour la période 1971-2000, la température annuelle moyenne est de 9,8 °C, avec une amplitude thermique annuelle de 16,9 °C. Le cumul annuel moyen de précipitations est de 1 105 mm, avec 13 jours de précipitations en janvier et 10,5 jours en juillet. Pour la période 1991-2020, la température moyenne annuelle observée sur la station météorologique installée sur la commune est de 10,2 °C et le cumul annuel moyen de précipitations est de 1 091,5 mm. 
La température maximale relevée sur cette station est de 38,3 °C, atteinte le 7 août 2015 ; la température minimale est de −18,4 °C, atteinte le 12 février 2012,,. 
| Mois                                  | jan.          | fév.           | mars           | avril         | mai           | juin          | jui.          | août          | sep.          | oct.          | nov.          | déc.          | année      |
| ------------------------------------- | ------------- | -------------- | -------------- | ------------- | ------------- | ------------- | ------------- | ------------- | ------------- | ------------- | ------------- | ------------- | ---------- |
| Température minimale moyenne (°C)     | −1            | −1,2           | 0,4            | 3,3           | 6,9           | 10,5          | 12,2          | 12,1          | 8,5           | 5,6           | 2,4           | 0,1           | 5          |
| Température moyenne (°C)              | 1,9           | 2,5            | 6              | 10            | 13,2          | 17            | 19            | 18,8          | 14,8          | 10,6          | 6             | 3             | 10,2       |
| Température maximale moyenne (°C)     | 4,8           | 6,3            | 11,7           | 16,7          | 19,4          | 23,5          | 25,7          | 25,4          | 21,1          | 15,7          | 9,7           | 5,9           | 15,5       |
| Record de froid (°C) date du record   | −15 26.01.17  | −18,4 12.02.12 | −10,7 12.03.10 | −6,2 01.04.20 | −2,2 04.05.11 | 2,4 03.06.13  | 3,9 23.07.12  | 4,3 26.08.18  | −1,1 26.09.18 | −5,1 29.10.12 | −9,2 30.11.10 | −17 20.12.09  | −18,4 2012 |
| Record de chaleur (°C) date du record | 16,8 01.01.23 | 20,6 24.02.21  | 26,5 31.03.21  | 29,3 28.04.12 | 33 25.05.09   | 36,1 26.06.19 | 37,9 25.07.19 | 38,3 07.08.15 | 31,8 13.09.16 | 28 02.10.23   | 20,2 02.11.20 | 17,5 31.12.22 | 38,3 2015  |
| Précipitations (mm)                   | 104           | 85,6           | 70,1           | 62,7          | 99,8          | 103           | 84,6          | 92            | 71,5          | 91,2          | 102,2         | 124,8         | 1 091,5    |

| Diagramme climatique                                  |             |             |             |             |             |              |            |             |             |             |             |
| J                                                     | F           | M           | A           | M           | J           | J            | A          | S           | O           | N           | D           |
| 4,8−1104                                              | 6,3−1,285,6 | 11,70,470,1 | 16,73,362,7 | 19,46,999,8 | 23,510,5103 | 25,712,284,6 | 25,412,192 | 21,18,571,5 | 15,75,691,2 | 9,72,4102,2 | 5,90,1124,8 |
| Moyennes : • Temp. maxi et mini °C • Précipitation mm |             |             |             |             |             |              |            |             |             |             |             |

Les paramètres climatiques de la commune ont été estimés pour le milieu du siècle (2041-2070) selon différents scénarios d'émission de gaz à effet de serre à partir des nouvelles projections climatiques de référence DRIAS-2020. Ils sont consultables sur un site dédié publié par Météo-France en novembre 2022.

## Urbanisme

### Typologie
Au 1er janvier 2024, Saint-Quirin est catégorisée commune rurale à habitat dispersé, selon la nouvelle grille communale de densité à sept niveaux définie par l'Insee en 2022.
Elle est située hors unité urbaine. Par ailleurs la commune fait partie de l'aire d'attraction de Sarrebourg, dont elle est une commune de la couronne,. Cette aire, qui regroupe 87 communes, est catégorisée dans les aires de 50 000 à moins de 200 000 habitants,.

### Occupation des sols
L'occupation des sols de la commune, telle qu'elle ressort de la base de données européenne d’occupation biophysique des sols Corine Land Cover (CLC), est marquée par l'importance des forêts et milieux semi-naturels (96,4 % en 2018), en diminution par rapport à 1990 (97,4 %). La répartition détaillée en 2018 est la suivante : 
forêts (89,7 %), milieux à végétation arbustive et/ou herbacée (6,8 %), prairies (2,4 %), zones urbanisées (1 %), zones agricoles hétérogènes (0,2 %). L'évolution de l’occupation des sols de la commune et de ses infrastructures peut être observée sur les différentes représentations cartographiques du territoire : la carte de Cassini (XVIIIe siècle), la carte d'état-major (1820-1866) et les cartes ou photos aériennes de l'IGN pour la période actuelle (1950 à aujourd'hui).

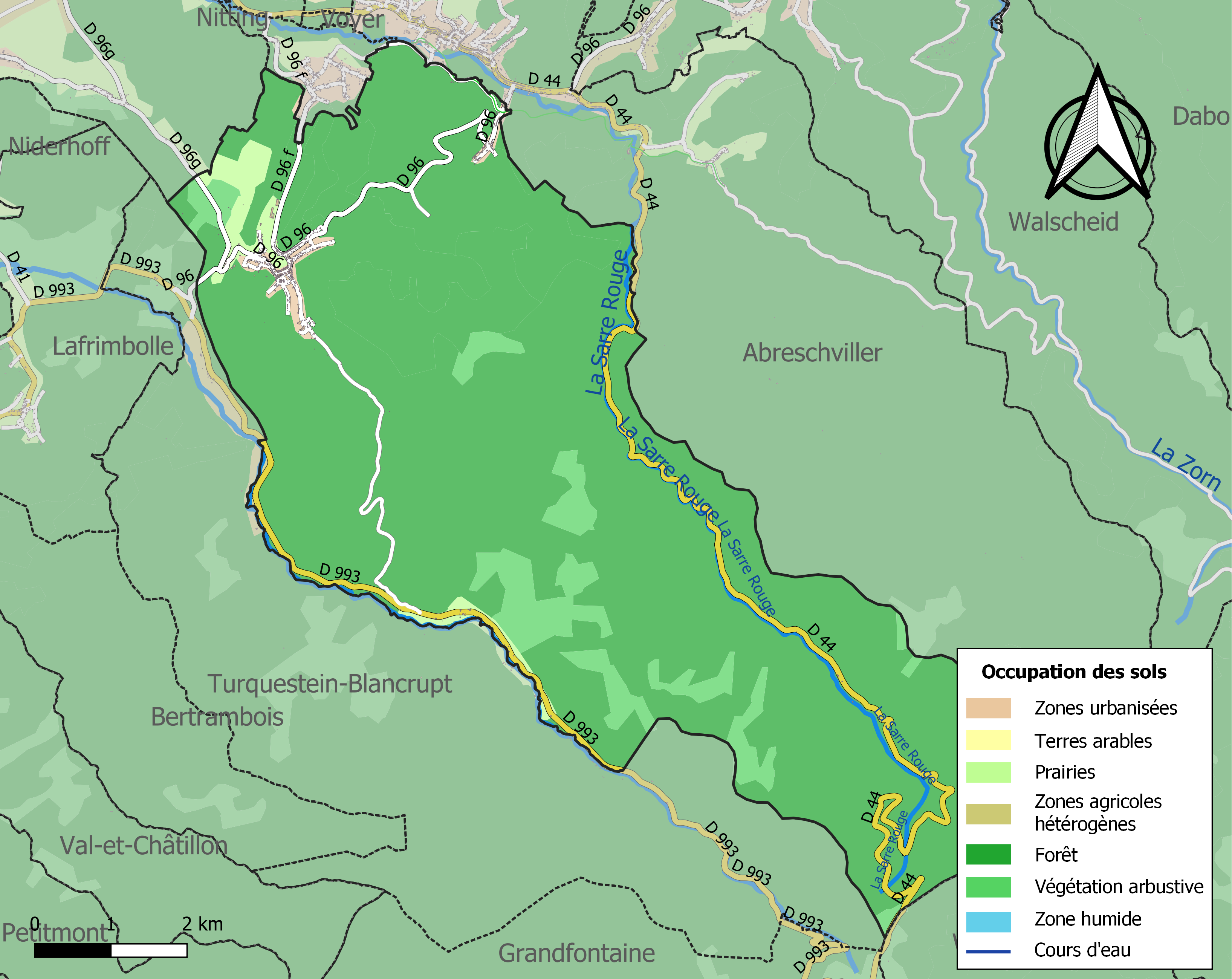
Carte des infrastructures et de l'occupation des sols de la commune en 2018 (CLC).

## Toponymie
- Saint-Quirin : Godelsadis (966), S. Quirtnus et sanctus Quirinus (1120), Quirini (1179), Saint-Kurin et Saint-Quurin (1476), Saint-Curien (1483), Saint-Curin (1620), Cœurs-Francs/Vérité (noms révolutionnaires), Saint Quirin (1793). Sint-Quouryin en lorrain roman[15].
- Lettenbach : Letteboch en francique lorrain.

## Histoire
Le site est mentionné pour la première fois en 966, il est vrai sous le nom de Godelsadis, nom d’un ermitage qui s’y trouvait alors. C’est cette année-là en effet que le comte Louis de Dagsburg (Dabo) fit don à l'abbaye de Marmoutier des terres sises entre les deux Sarres, au nord du Donon. En 1049, Gepa de Dagsburg, fille d'Hugues VIII, comte en Nordgau et d'Eguisheim et de sa femme Heilwig de Dagsburg, abbesse de Neuss, se vit offrir par son frère, le pape Léon IX, les reliques de saint Quirin, tribun militaire et martyr romain ; lorsqu’elle les rapporta ensuite de Rome pour les déposer dans la ville de Neuss, la mule qui transportait les reliques se serait arrêtée à l’emplacement de l’actuelle Chapelle-Haute, ce qui conduisit à changer la toponymie du lieu, auquel fut donné le nom du saint. L’on fonda un prieuré à proximité, et, sous le mandat du premier prieur de Saint-Quirin, Wolfram, nommé en 1122, l’église priorale fut consacrée en 1123 par l'évêque de Metz. Saint-Quirin devint rapidement par la suite un important lieu de pèlerinage.
La gare de Vasperviller - Saint-Quirin était située sur l'ancienne ligne de Sarrebourg à Abreschviller. La ligne, aujourd’hui déclassée et dont la voie a été déposée, a été réaménagée en piste cyclable.

## Politique et administration
| Période                                  | Période  | Identité         | Étiquette | Qualité    |
| ---------------------------------------- | -------- | ---------------- | --------- | ---------- |
| mars 1995                                | 2007     | René Gelly       |           |            |
| 2007                                     | 2014     | Robert Laval     |           |            |
| 2014                                     | En cours | Karine Collingro |           | Infirmière |
| Les données manquantes sont à compléter. |          |                  |           |            |

## Démographie
L'évolution du nombre d'habitants est connue à travers les recensements de la population effectués dans la commune depuis 1793. Pour les communes de moins de 10 000 habitants, une enquête de recensement portant sur toute la population est réalisée tous les cinq ans, les populations de référence des années intermédiaires étant quant à elles estimées par interpolation ou extrapolation. Pour la commune, le premier recensement exhaustif entrant dans le cadre du nouveau dispositif a été réalisé en 2005.

En 2022, la commune comptait 693 habitants, en évolution de −4,68 % par rapport à 2016 (Moselle : +0,52 %, France hors Mayotte : +2,11 %).
| 1793  | 1800  | 1806  | 1821  | 1831  | 1836  | 1841  | 1846  | 1851  |
| ----- | ----- | ----- | ----- | ----- | ----- | ----- | ----- | ----- |
| 1 097 | 1 330 | 1 572 | 1 485 | 1 659 | 1 987 | 1 977 | 1 825 | 1 806 |

| 1856  | 1861  | 1871  | 1875  | 1880  | 1885  | 1890  | 1895  | 1900  |
| ----- | ----- | ----- | ----- | ----- | ----- | ----- | ----- | ----- |
| 1 510 | 1 500 | 1 349 | 1 193 | 1 182 | 1 065 | 1 003 | 1 071 | 1 060 |

| 1905  | 1910 | 1921 | 1926 | 1931 | 1936 | 1946 | 1954 | 1962 |
| ----- | ---- | ---- | ---- | ---- | ---- | ---- | ---- | ---- |
| 1 019 | 992  | 896  | 817  | 854  | 899  | 881  | 958  | 919  |

| 1968 | 1975 | 1982 | 1990 | 1999 | 2005 | 2006 | 2010 | 2015 |
| ---- | ---- | ---- | ---- | ---- | ---- | ---- | ---- | ---- |
| 847  | 903  | 912  | 904  | 873  | 826  | 821  | 783  | 735  |

| 2020 | 2022 | - | - | - | - | - | - | - |
| ---- | ---- | - | - | - | - | - | - | - |
| 705  | 693  | - | - | - | - | - | - | - |

## Culture locale et patrimoine

### Lieux et monuments
On trouve dans la commune et dans celles avoisinantes les dénommées « Sept Roses », édifices religieux d'une beauté certaine, dont deux à Saint-Quirin : l'église baroque Saint-Quirin et la Chapelle-Haute, construite sur une colline en contrehaut du village.
- Alt-Teufelsloch, scieries disparues.

#### Site archéologique de la Croix-Guillaume
Ce site archéologique gallo-romain comporte des carrières et une nécropole.	

#### Église et prieuré Saint-Quirin
Le prieuré de Saint-Quirin a été fondé en 966 par le comte de Dabo Louis de Dagsbourg. L’église prieurale Saint-Quirin fut consacrée en 1123. Celui-ci ayant été détruit durant la Guerre de Trente Ans, et menaçant ruine au début du XVIIIe siècle, le chanoine Edmond Herb, constatant lors de sa visite canonique de 1714 l’état de délabrement avancé des bâtiments, décide de les faire reconstruire à neuf. Achevée en 1722, grâce en particulier aux contributions financières du prieur Herb lui-même, personnage nanti, la nouvelle église fut consacrée en août 1724, et son ameublement fut installé entre 1744 et 1746. En 1769, une lettre patente royale ordonna la suppression du prieuré, qui fut uni à l'abbaye royale et chapitre noble Saint-Louis de Metz et à la Révolution, ce fut le tour à la paroisse d’être abrogée. La deuxième moitié du XIXe siècle voit l’église subir quelques remaniements intérieurs (entre autres le démontage des vitraux) et se faire adjoindre une chapelle funéraire contre le flanc Sud-Est du chœur. Enfin, une campagne de restauration fut menée de 1969 à 1973.
L’église Saint-Quirin, devenue entre-temps église paroissiale, est construite en grès rouge des Vosges, et se trouve, à l’exception de la façade occidentale, recouverte d’un crépi jaune pâle. Elle possède trois clochers à bulbe : d’une part deux tours carrées à l’ouest, à trois niveaux chacune, surmontées de trois bulbes superposés, et reliées entre elles par une passerelle, et d’autre part un clocheton (avec cloche de 1762), coiffé de deux bulbes, et incorporé dans la toiture du chœur. Dans l’espace entre les deux tours s’inscrit, au rez-de-chaussée de la façade occidentale, un portail dorique avec porte d'entrée en plein-cintre, encadré de deux colonnes engagées supportant un entablement à ressauts. Ce portail est surmonté par une autre travée dorique, comprise entre deux colonnes dégagées, laquelle renferme une niche avec voûte en coquille hébergeant une statue de saint Quirin de Neuss, et couronnée par un fronton triangulaire. La nef est à vaisseau unique et voûte plate, et se termine par un chevet à cinq pans. L’ensemble du mobilier, ainsi que les vitraux et l’orgue Silbermann (restauré en 1969), sont baroques et datent de la première moitié du XVIIIe siècle. Les baies sont toutes en plein-cintre. Le prieuré attenant, qui comporte un oriel d’angle et deux frontons sculptés, est adossé, par son aile orientale, à la dernière travée de la nef.

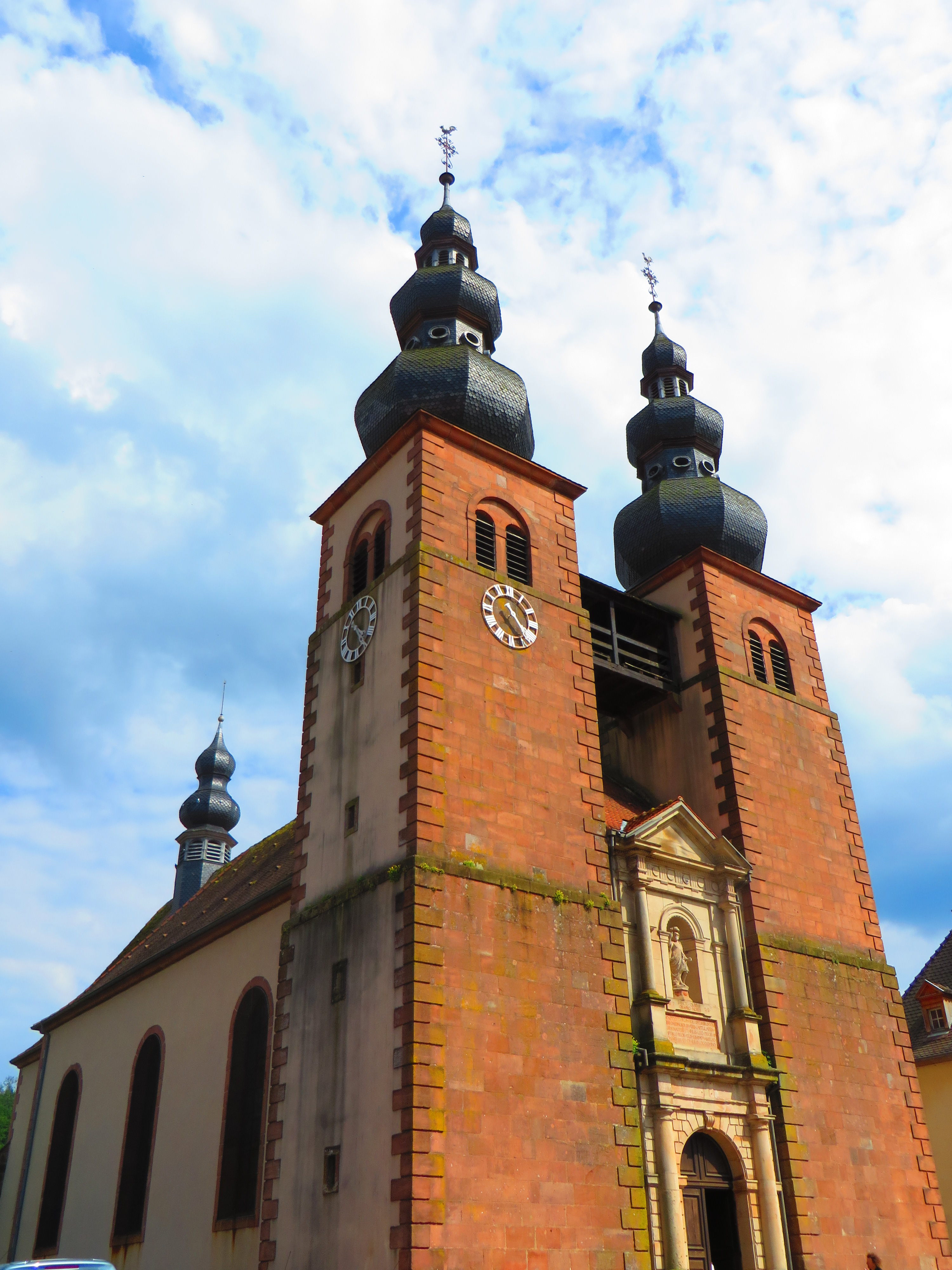
Église Saint-Quirin.
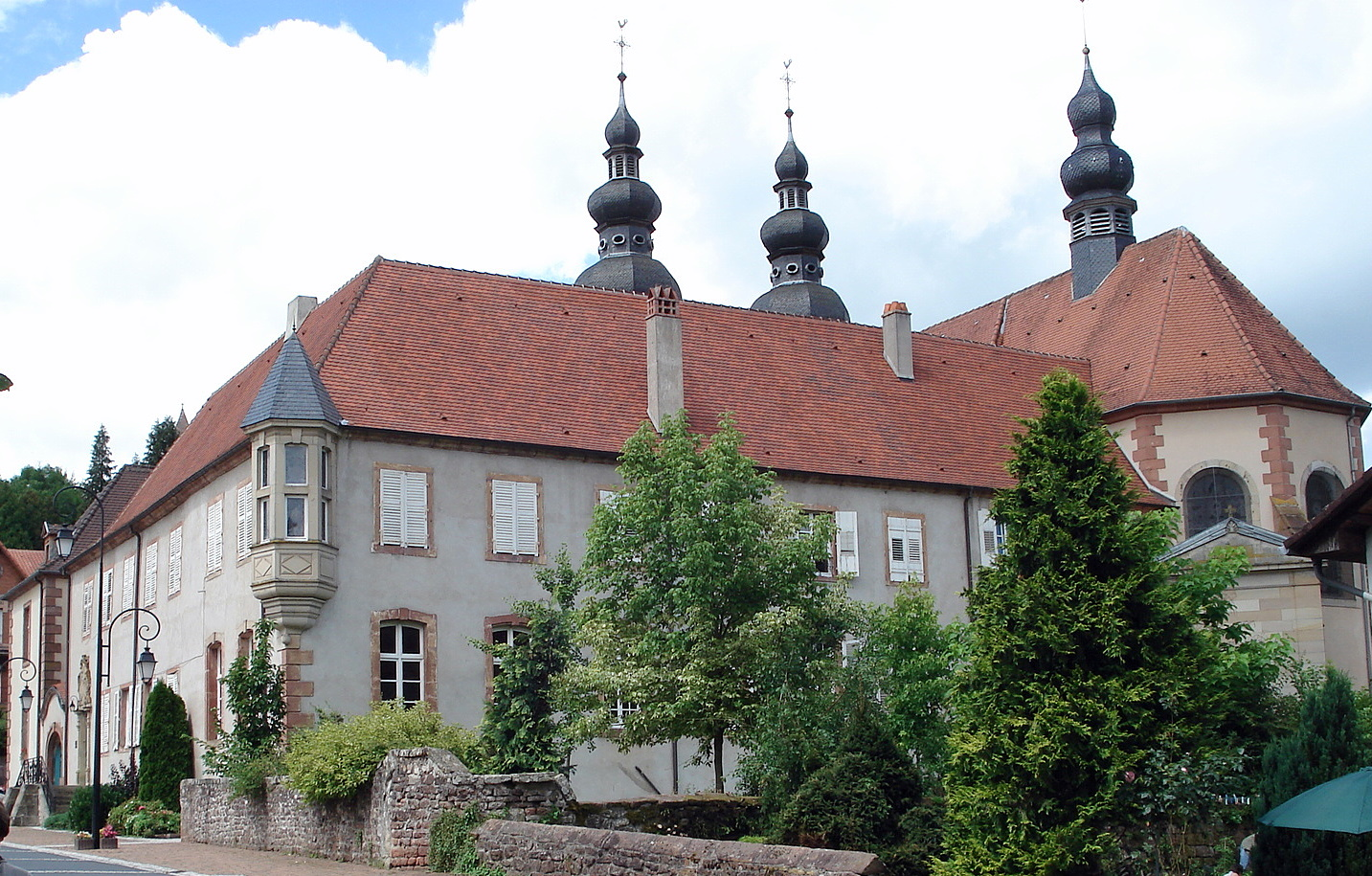
Vue du prieuré, avec son oriel d'angle.
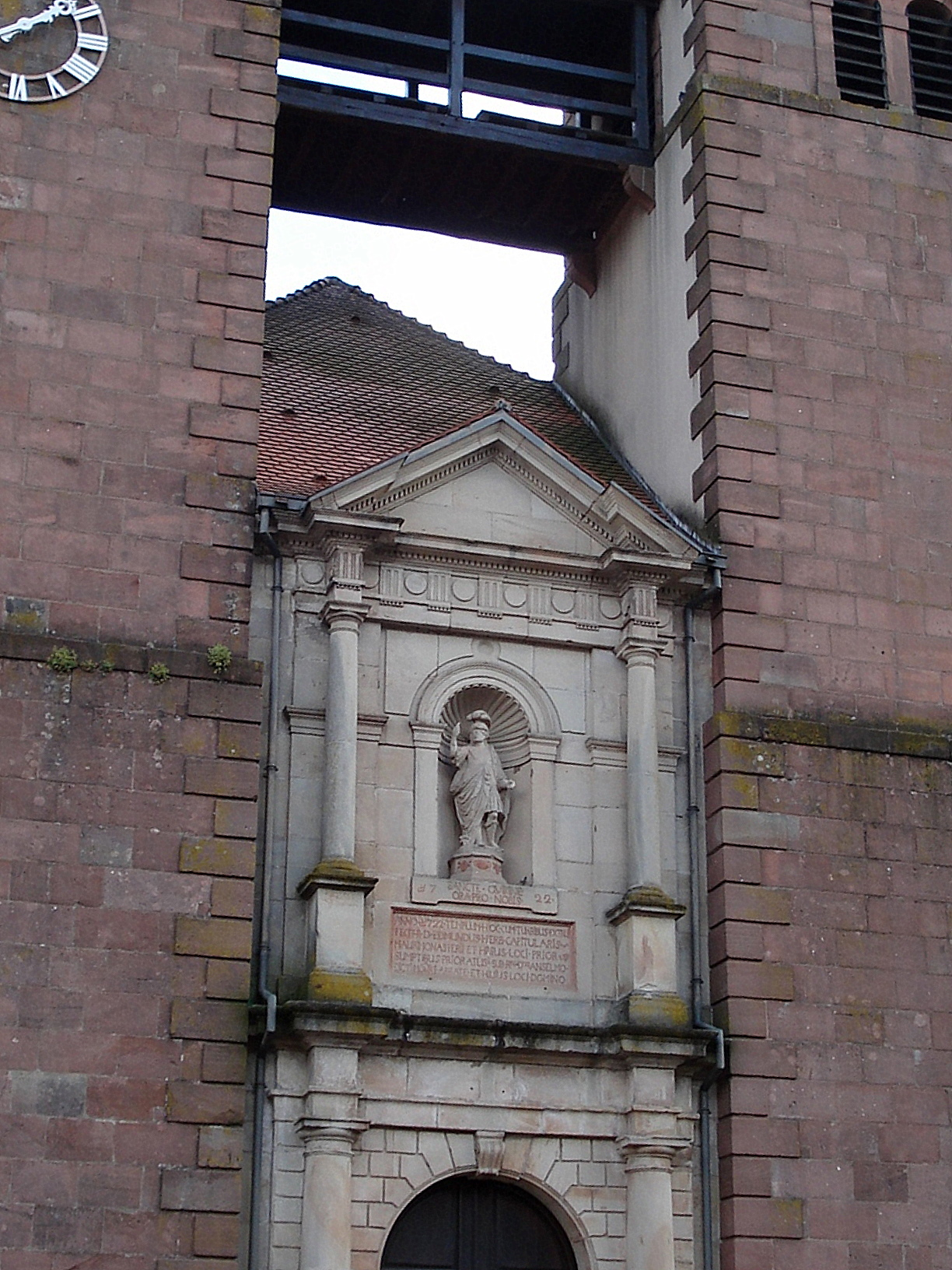
Portail de l'église Saint-Quirin, avec ses deux travées doriques superposées.
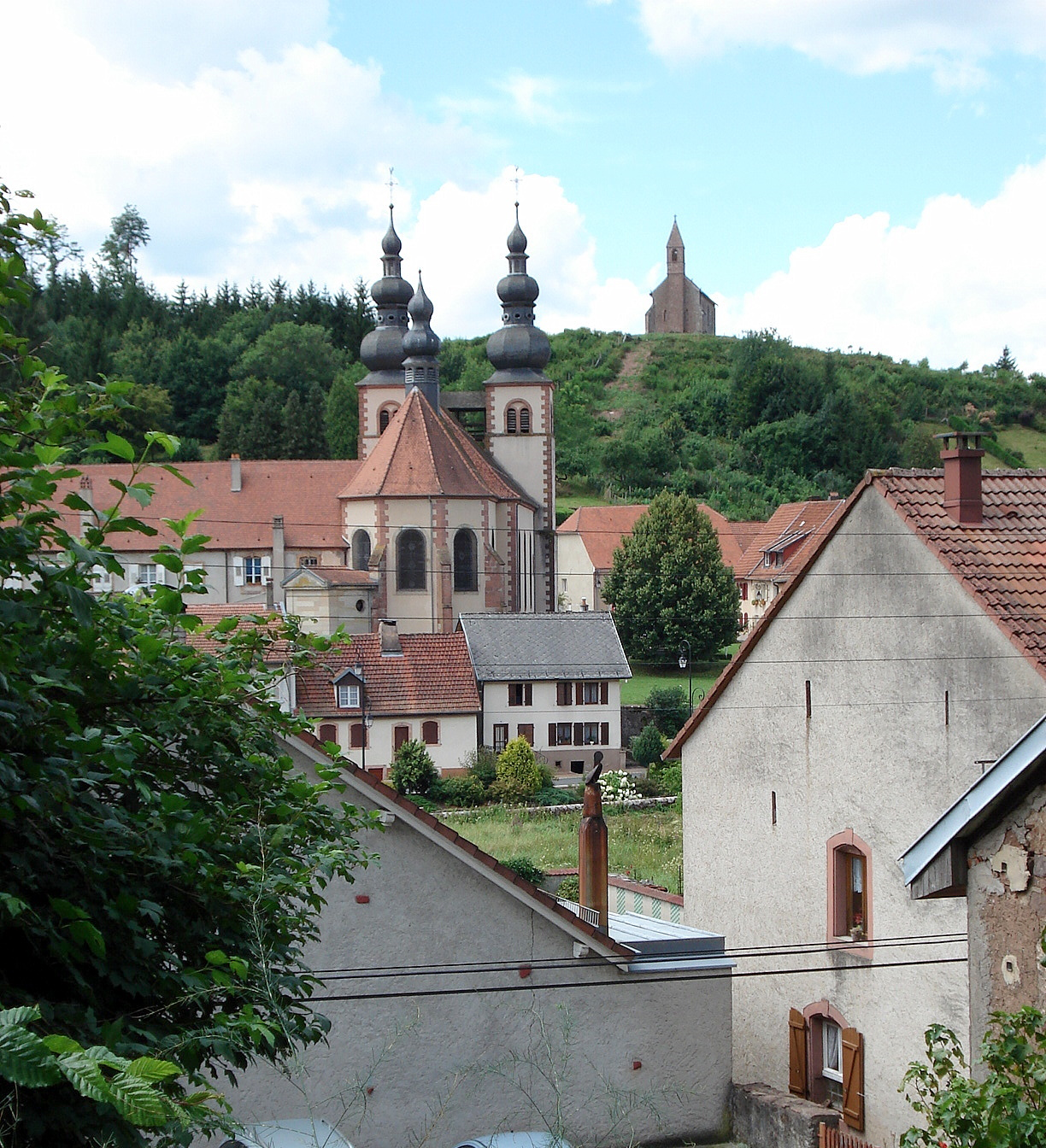
Saint-Quirin : église prieurale avec à l'arrière-plan la Chapelle-Haute.

#### Chapelle-Haute
Selon la légende, cette chapelle, située sur un relief dominant le village de Saint-Quirin à l'ouest, aurait été construite à l'emplacement où aurait fait halte la mule qui, en l’an 1049, transportait les reliques de saint Quirin vers Neuss. Il se pourrait donc qu’une chapelle ait été construite là dès le XIe siècle. Souvent et profondément remaniée au fil des siècles, elle apparaît aujourd’hui très composite, le chœur et le clocher ayant seuls gardé quelque homogénéité. Cependant il subsiste dans l’édifice certains éléments remontant au XIIIe siècle. Les dernières restaurations datent de 1901 (millésime figurant d’ailleurs sur le pignon occidental) et dans les années 1960. Le bâtiment, tel qu’il se présente aujourd’hui, est une chapelle rectangulaire d’environ 15 mètres de long sur 5,6 mètres de large, en grès rose des Vosges, comprenant une nef unique couverte d’un plafond en bois datant de 1965 et dotée de six baies en plein-cintre, vraisemblablement pratiquées au début du XVIIIe siècle. La nef se prolonge à l’est par un chevet plat recouvert d’une voûte d’ogives et percé d’étroites fenêtres en lancette, et en est séparé par un arc triomphal de forme ogivale. Le clocher carré, un peu en hors-œuvre du chevet, s’achève par un comble pyramidal en pierre couronné d’une croix latine. La chapelle fut pendant de longs siècles un important but de pèlerinage.

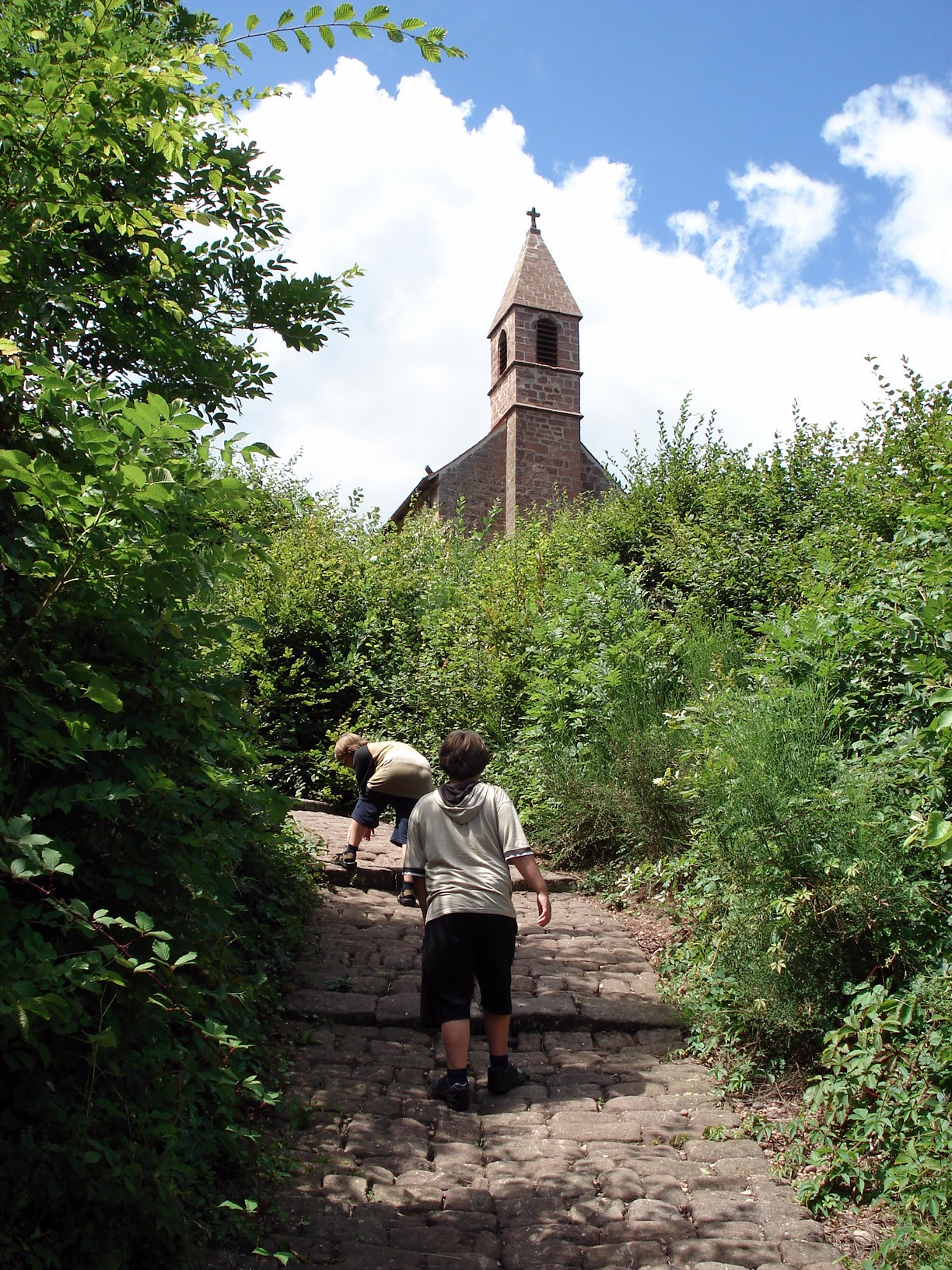
Raidillon conduisant à la Chapelle-Haute.
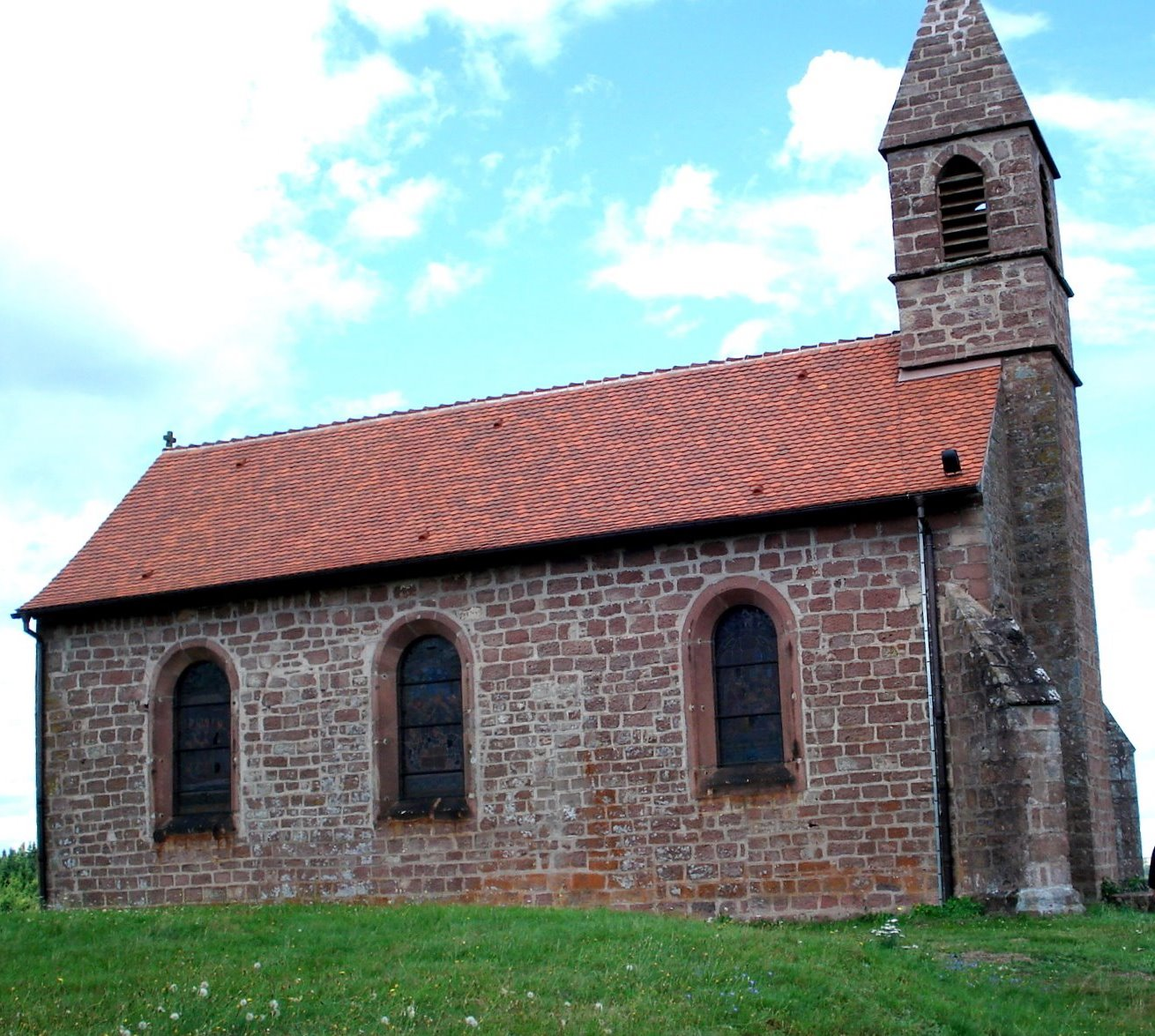
Chapelle-Haute. Le chœur se trouve du côté du clocher.
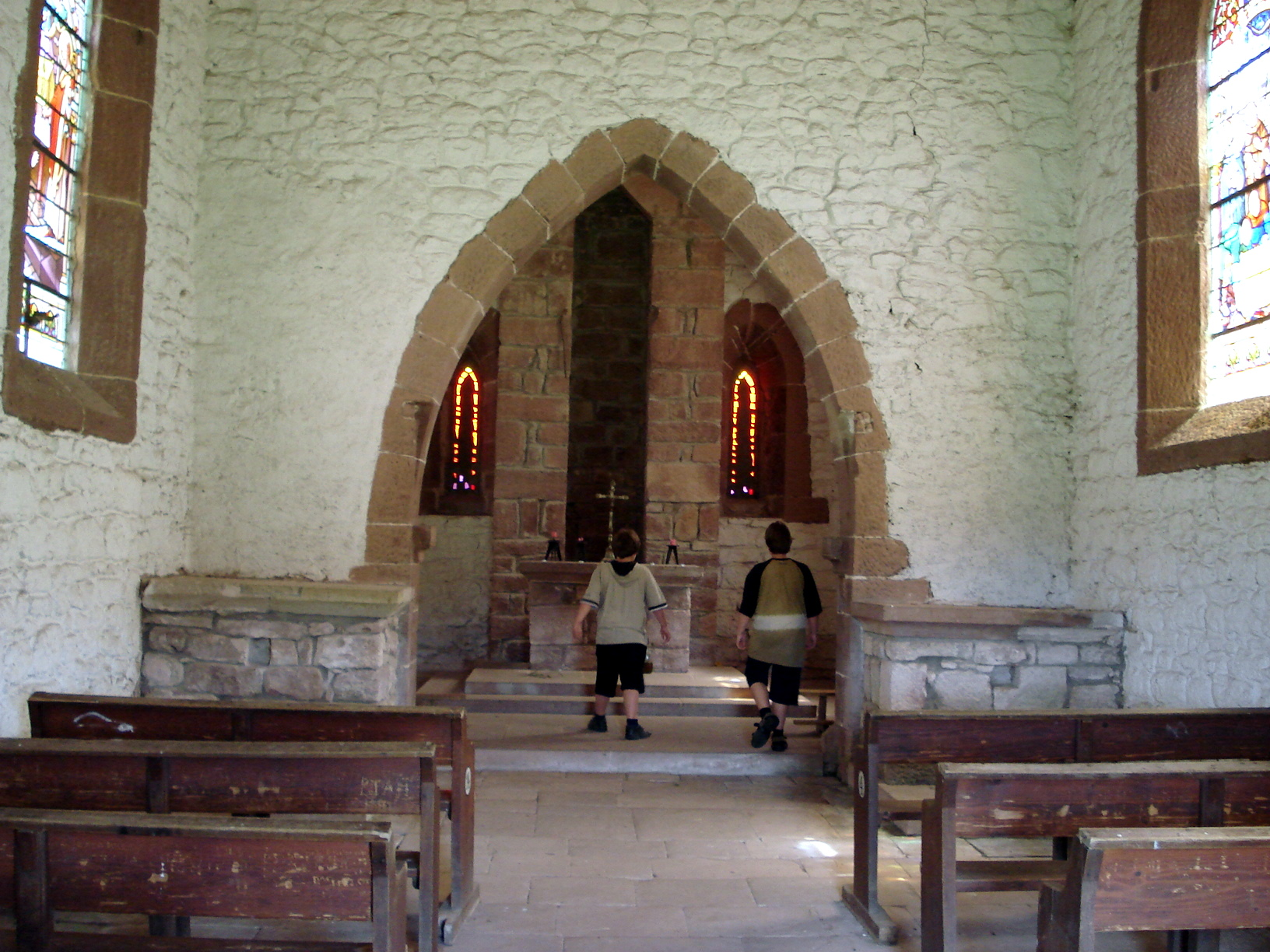
Intérieur : nef et chœur. Entre les deux baies du fond, soubassement du clocher.

- Chapelle de l'ancienne verrerie à (Lettenbach).
- Chapelle Sainte-Claire.

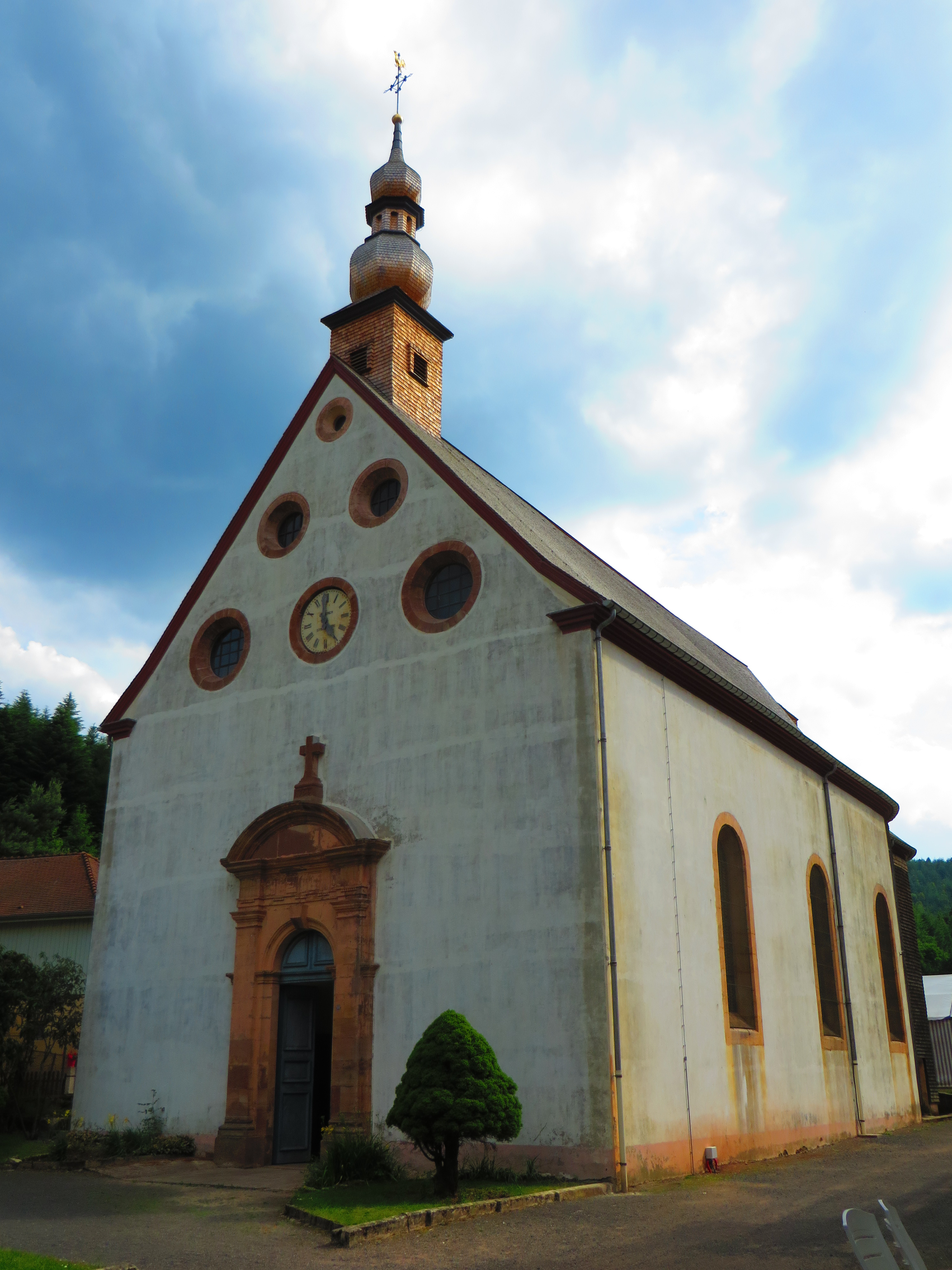
Chapelle des Verriers à Lettenbach.
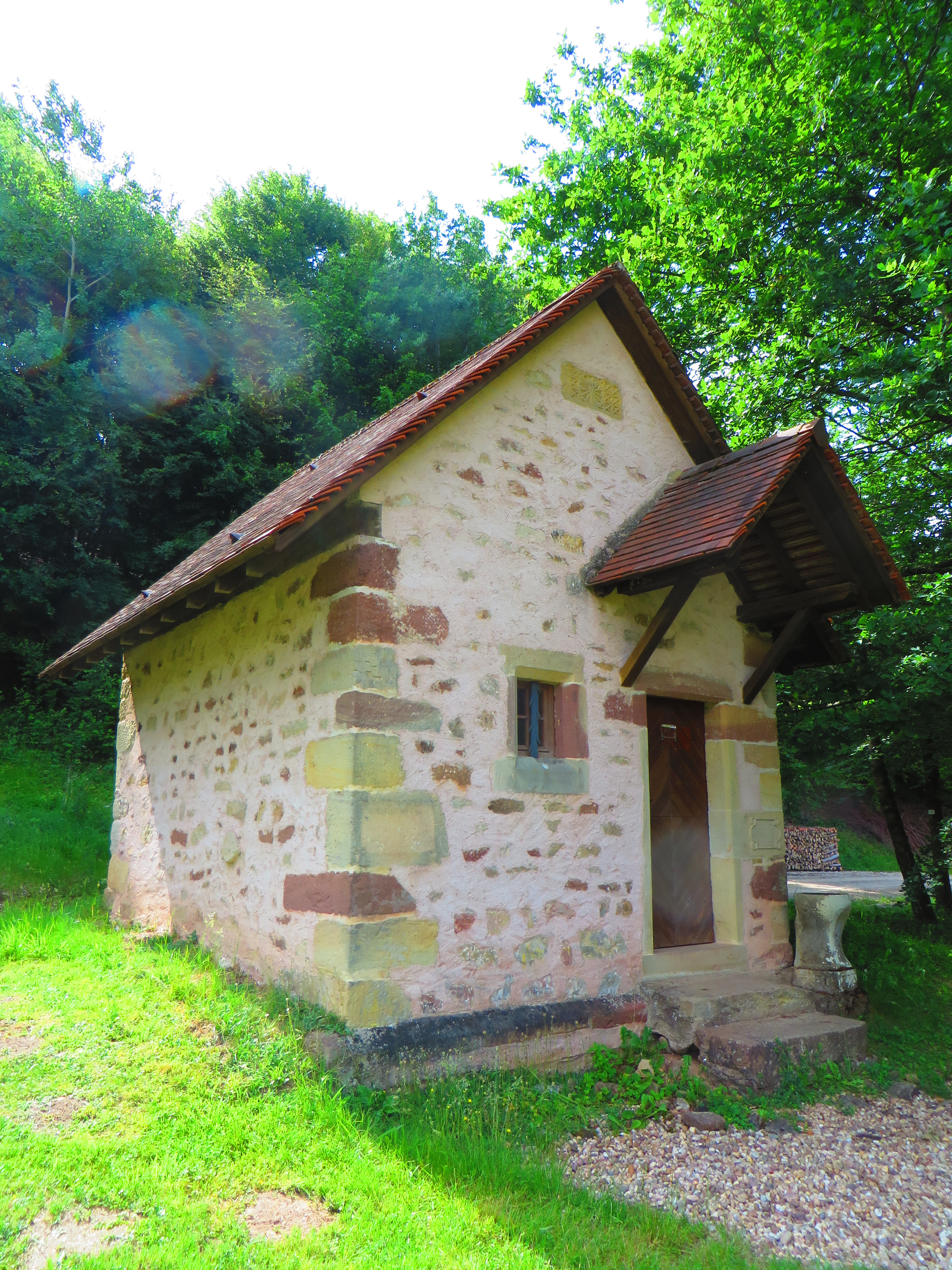
Chapelle Sainte-Claire.

#### Ancienne verrerie de Saint-Quirin à Lettenbach
L’ancienne verrerie, sise dans le hameau de Lettenbach (lequel, bien que situé dans un vallon clos débouchant dans la vallée de la Sarre rouge, où se trouve le village d’Abreschviller, appartient néanmoins à la commune de Saint-Quirin), fut fondée au XVe siècle par l'abbaye de Marmoutier et resta en activité jusqu’à la fin du XIXe siècle. Y furent notamment fabriquées les glaces qui ornent le palais des ducs de Lorraine à Nancy. Élevée au statut de manufacture royale par Louis XV, elle culmina au XVIIIe siècle.
C’est au demeurant de cette même époque que datent les bâtiments parvenus jusqu’à nous, que sont les magasins (bâtiment à murs en pans de bois sur soubassement en grès), les bâtiments administratifs, des logements d’ouvriers, des galeries souterraines, et la chapelle dite des Verriers. Celle-ci est érigée sur les plans d'Antoine Marie Guaita, le copropriétaire de la verrerie, à l’usage du personnel à proximité de la manufacture, en 1756 (ainsi qu'en atteste une date au fronton du portail d’entrée). Elle comporte une nef unique à voûte plate et un chevet en cul-de-four ; la façade occidentale (en réalité orientée nord-est) présente une porte en plein-cintre inscrite dans une travée dorique en grès rose portant un fronton cintré surmonté d'une croix latine, et un pignon percé d'un oculus au sommet et de quatre fenêtres rondes, qui s’achève par un petit clocher à bulbe. Les vitraux proviennent de la manufacture elle-même.

#### Autres
- La fontaine miraculeuse serait, selon la croyance populaire, capable d'aider à soigner diverses afflictions, en particulier de la peau.
- La fontaine Saint-Jean.

Plusieurs dizaines de maisons et de fermes, de différentes époques, sont protégées au titre des monuments historiques.

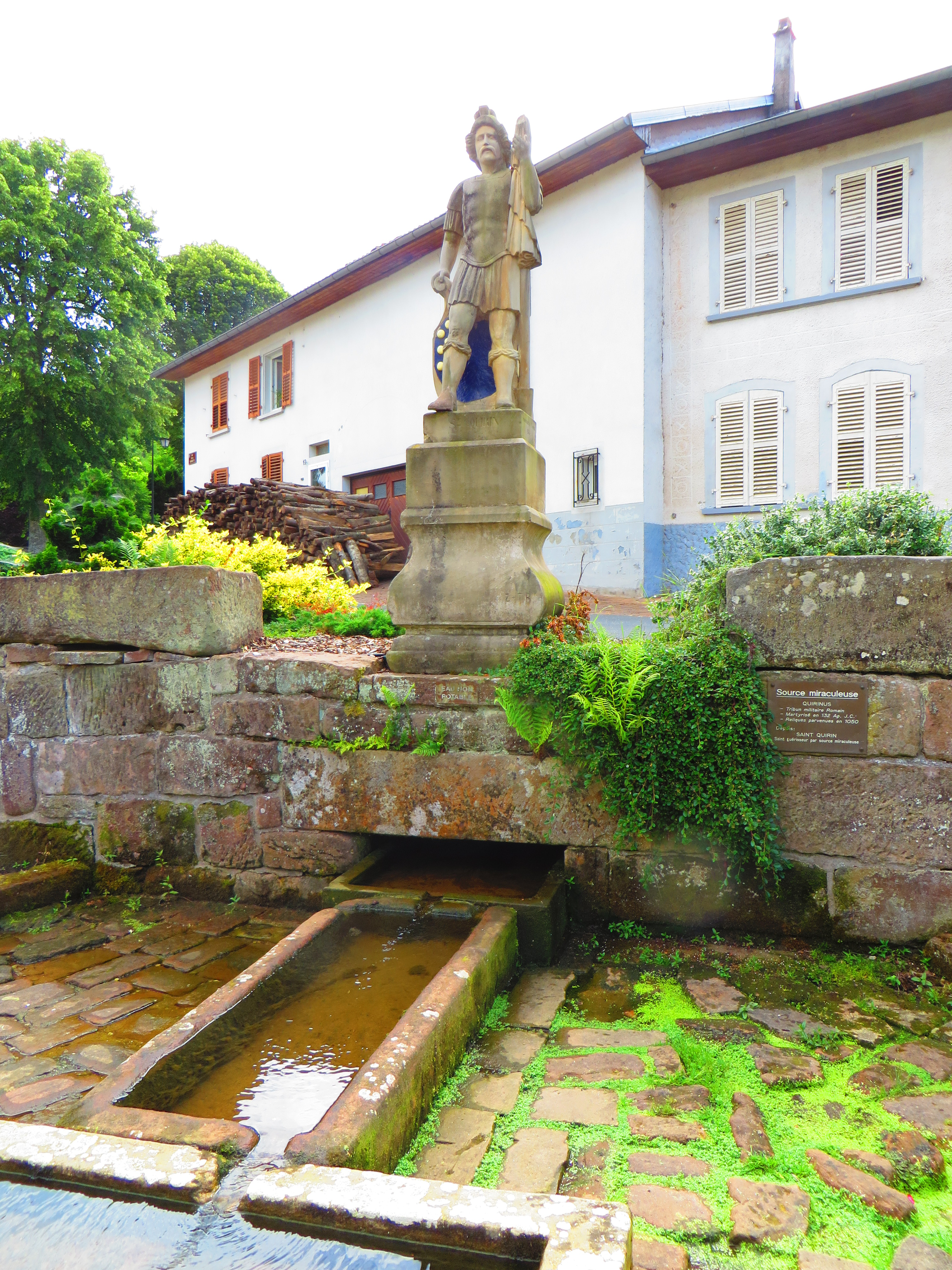
La fontaine miraculeuse.
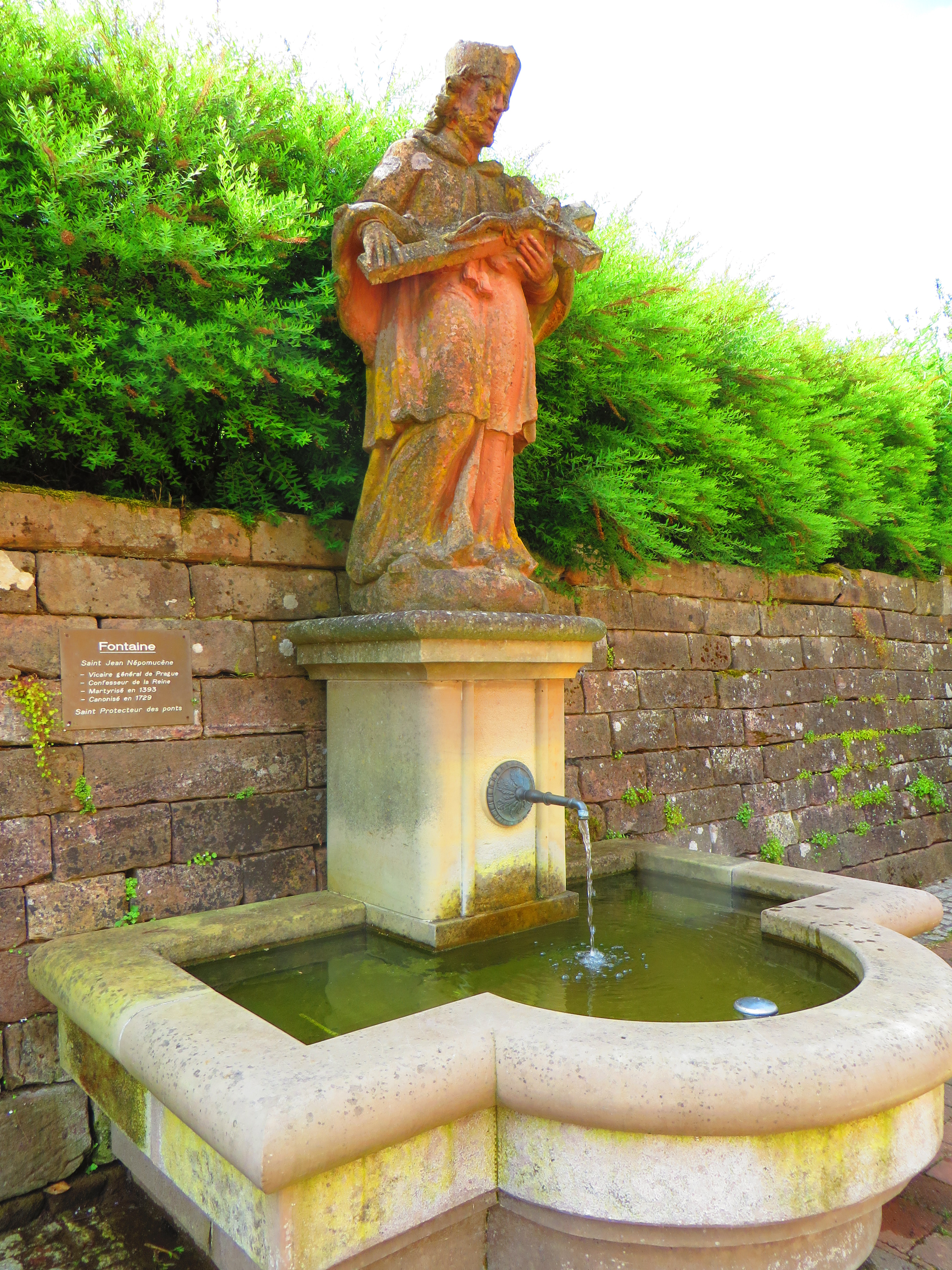
La fontaine Saint-Jean.

### Personnalités liées à la commune
- Antoine Marie Guaita (1722-1808), banquier,
- Auguste Chevandier de Valdrome (1781-1865), président de Saint-Quirin, puis vice-président de Saint-Gobain, député.
- Eugène Chevandier de Valdrome (1810-1878), homme politique et industriel.
- Paul Chevandier de Valdrome (1817-1877), peintre.
- Jules Wolff (1878, Saint-Quirin - 1955, Paris), député, puis sénateur de la Moselle.
- Lucien Cambas (1916-1961), résistant français, Compagnon de la Libération.

### Héraldique
| Blason de Saint-Quirin | Blason  | D'azur à neuf besants d'or, posés 3, 3, 2 et 1   |
| Blason de Saint-Quirin | Détails | Le statut officiel du blason reste à déterminer. |